# Глюкотехники
«Глюкотехники» (англ. Glitch Techs) — американский мультипликационный веб-сериал, созданный Эриком Роблесом и Дэном Милано для Nickelodeon и Netflix. Премьера мультсериала состоялась 21 февраля 2020 года.

## Сюжет
Мультсериал рассказывает о двух подростках Гекторе Ньевесе и Мико, работающие в местном игровом магазине. Однако есть группа людей, которая тайно занимается глюками, которые позволяет игровым существам вырваться в реальный мир и сеять хаос. Чтобы остановить это, эти «Глюкотехники» должны использовать свою геймерскую логику со своим оборудованием, чтобы победить игровых монстров…

## Производство
Мультсериал «Глюкотехники» производится совместно с «Nickelodeon Animation Studio», а также с анимационными компаниями «Top Draw Animation» (Филиппины) и «Flying Bark Productions» (Австралия).
Мультсериал был анонсирован 25 мая 2016 года, а премьера была запланирована на 2018 год. Вскоре премьеру перенесли на 2019 год, но в начале 2019 года Nickelodeon уволил часть съёмочной группы мультсериала, из-за того, что компания сомневалась, будет ли мультсериал успешным, чтобы гарантировать его на второй сезон. Однако позже Эрик Роблес, один из создателей мультсериала, заявил в своём Instagram, что проект не отменён.
В начале 2020 года мультсериал перенесли на «Netflix» ввиду заключённой сделки между сервисом и Nickelodeon, и премьера состоялась 21 февраля 2020 года.
22 июля 2020 года было объявлено, что на 17 августа 2020 намечена премьера второго сезона мультсериала.

## Список серий
| Сезон | Серии | Серии | Даты показа     | Даты показа     |
| ----- | ----- | ----- | --------------- | --------------- |
| 1     | 9     | 9     | 21 февраля 2020 | 21 февраля 2020 |
| 2     | 10    | 10    | 17 августа 2020 | 17 августа 2020 |

### 1 сезон
| Номер | Название                   | Режиссёр   | Авторы сценария            | Художники раскадровки                                                               | Дата выхода          |
| ----- | -------------------------- | ---------- | -------------------------- | ----------------------------------------------------------------------------------- | -------------------- |
| 1     | Age of Hinobi              | Иэн Грэм   | Дэн Милано                 | Крис Грэм, Иэн Грэм, Бен Чой, Фил Джейкобсон, Бен Джувоно, Сан Ким, Сара Партингтон | 21 февраля 2020 года |
| 2     | Tutorial Mode              | Крис Грэм  | Дэвид Анаксагорас          | Фил Джейкобсон, Сан Ким, Сара Партингтон                                            | 21 февраля 2020 года |
| 3     | Going, Going, Gauntlet!    | Фил Аллора | Эшли Бёрч                  | Бенджамин Кэроу, Бен Чой, Майкл Фонг, Шелдон Велла                                  | 21 февраля 2020 года |
| 4     | Smashozaurs                | Крис Грэм  | Джефф Траммелл             | Фил Джейкобсон, Сан Ким, Сара Партингтон                                            | 21 февраля 2020 года |
| 5     | Castle Crawl               | Фил Аллора | Сандип Парих               | Бен Чой, Майкл Фонг, Шелдон Велла                                                   | 21 февраля 2020 года |
| 6     | Alpha Leader               | Крис Грэм  | Эшли Бёрч                  | Фил Джейкобсон, Сан Ким, Сара Партингтон                                            | 21 февраля 2020 года |
| 7     | Collection Quest           | Фил Аллора | Дженни ДеАрмитт            | Бен Чой, Алекс Чиу, Майкл Фонг                                                      | 21 февраля 2020 года |
| 8     | Adventures in Pet Training | Фил Аллора | Дэн Милано, Джен Бардекофф | Бен Чой, Майкл Фонг, Мириам Фурати                                                  | 21 февраля 2020 года |
| 9     | Karate Trainer             | Фил Аллора | Эрик Акоста                | Бен Чой, Майкл Фонг, Шелдон Велла                                                   | 21 февраля 2020 года |

### 2 сезон
| Номер | Название              | Режиссёр    | Авторы сценария                                  | Художники раскадровки                                             | Дата выхода          |
| ----- | --------------------- | ----------- | ------------------------------------------------ | ----------------------------------------------------------------- | -------------------- |
| 1     | The Glitch Modder     | Крис Грэм   | Эшли Бёрч                                        | Фил Джейкобсон, Сан Ким, Сара Партингтон                          | 17 августа 2020 года |
| 2     | Ping                  | Фил Аллора  | Дэн Милано, Брэд Белл                            | Бен Чой, Майкл Фонг, Шелдон Велла                                 | 17 августа 2020 года |
| 3     | Ralphie Bear Is Back  | Хёнчжу Сонг | Дэн Милано, Эрик Акоста, Эшли Бёрч, Дэни Михаэли | Трей Буонджорно, Элис Херринг, Макс Лоусон, Дэвид Окс, Зейн Ярбро | 17 августа 2020 года |
| 4     | BUDS                  | Фил Аллора  | Сара Макчесни                                    | Бен Чой, Майкл Фонг, Шелдон Велла                                 | 17 августа 2020 года |
| 5     | The New Recruit       | Крис Грэм   | Эшли Бёрч                                        | Фил Джейкобсон, Сан Ким, Сара Партингтон                          | 17 августа 2020 года |
| 6     | Find the Glitch       | Хёнчжу Сонг | Дэн Милано                                       | Элис Херринг, Грейс Лю, Зейн Ярбро                                | 17 августа 2020 года |
| 7     | The Real Glitch Techs | Крис Грэм   | Дженнифер Бардекофф                              | Фил Джейкобсон, Сан Ким, Сара Партингтон                          | 17 августа 2020 года |
| 8     | Settling the Score    | Крис Грэм   | Дэн Милано                                       | Фил Джейкобсон, Сан Ким, Сара Партингтон                          | 17 августа 2020 года |
| 9     | I’m Mitch Williams    | Хёнчжу Сонг | Грег Никс                                        | Элис Херринг, Грейс Лю, Этьен Гиньяр                              | 17 августа 2020 года |
| 10    | BITT Prime            | Крис Грэм   | Дэн Милано, Сандип Парих                         | Фил Джейкобсон, Сан Ким, Сара Партингтон                          | 17 августа 2020 года |